# Bruksindustrin i Västerbotten

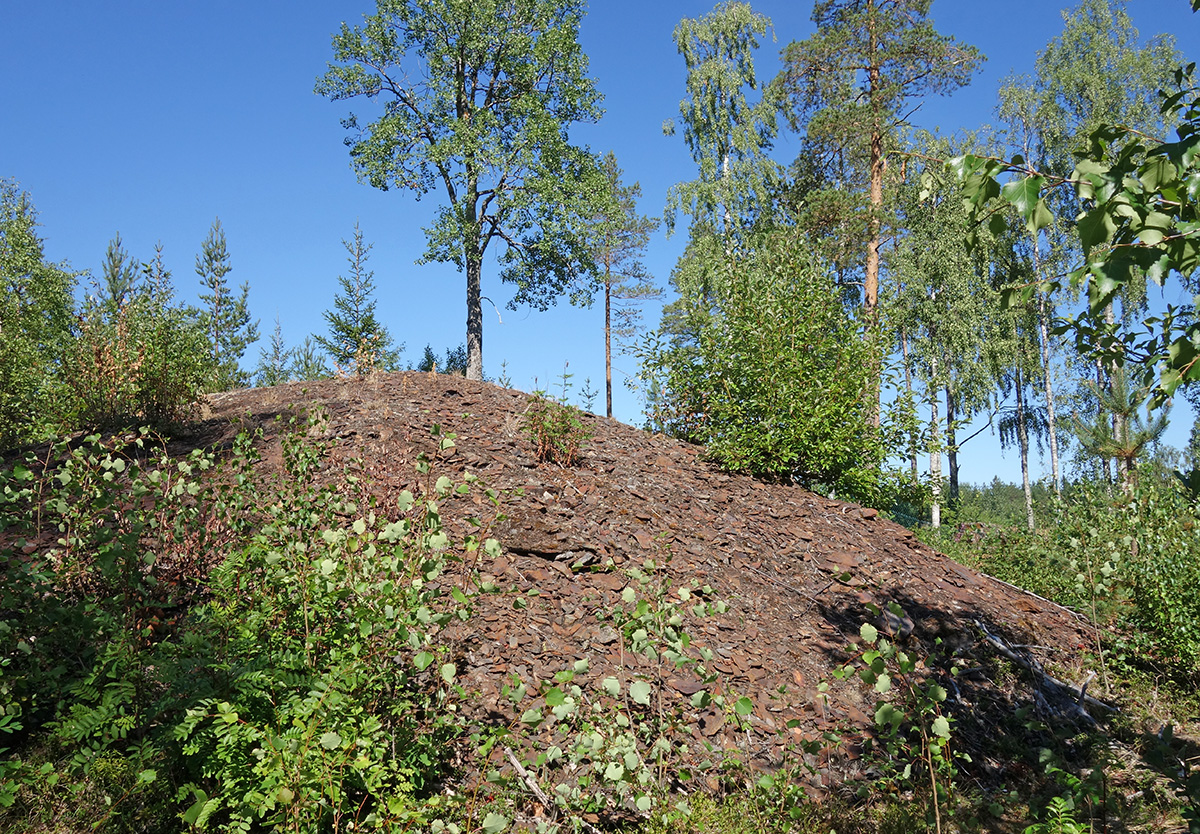
Slaggvarp på Gruvberget i Bygdsiljum.

Bruksindustrin i Västerbotten inleddes omkring 1750 och fortlevde tills bruken antingen ombildades till sågverk eller lades ner under slutet av 1800-talet. Det fanns två slags bruk, järnbruk och glasbruk. Bruksepoken i Västerbotten medförde en utveckling av trakten ifråga om arkitektur, heminredning och jordbruksteknik, men var också en återkommande källa till tvister mellan de olika samhällsgrupperna. Några västerbottniska orter och en kommun har uppkommit på grund av bruken som förlades där.

## Brukens förutsättningar
Bruksindustrin växte fram i Västerbotten eftersom det fanns gott om skog för kolning och strömt vatten, varför många namn på bruksortena slutar på -fors, samt eftersom närheten till havet underlättade frakten till och från bruken. Skogen var en ständig källa till konflikter mellan bruksägarna och jordbrukarna, där kronan ofta tog bruksägarnas sida genom avvittring. Staten hade sedan 1600-talet uppmuntrat till anläggande av järnbruk, som tillverkade stångjärn av det tackjärn som framställdes vid bergsbruken i andra landskap. Denna uppmuntran tog till en del sitt uttryck i att staten uppmuntrade till invandring av yrkeskunniga personer. Olika länder hade utvecklat olika metoder, och man skilde därför på till exempel tysksmide och vallonsmide. Bruksarbetare och mästare hämtades också från andra bruk i Sverige och Finland.
När Bottniska handelstvånget togs bort fick borgarna i Norrlands städer rätt att själva exportera sina varor, och slapp mellanhänder. Detta gjorde bruksindustrin möjlig ekonomiskt. Närheten till farbart vatten var en annan förutsättning. Bruken uppfördes i trakter som i det närmaste var obebygda eller endast glest befolkade, och brukssamhällena kom därför att kolonisera dessa byar. Herrgårdar anlades för brukspatronerna. Robertsfors samhälle och kommun samt Hörnefors har vuxit fram direkt beroende av bruksindustrin, och likaså uppkom nya församlingar, såsom Robertsfors församling och Sävar församling. På 1700-talet fanns inte samma möjligheter för arbetare att handla mat. Vid bruken bedrevs därför storjordbruk för att förse brukssamhällena med förnödenheter. 
På grund av begränsande handelsbarriärer i form av tullar och hjälp från staten kunde bruken överleva trots de stora omkostnader som kom av att mycket tillverkningsmaterial fick köpas in. Den västerbottniska bruksindustrin var liten i jämförelse med andra län. Sågverksindustrin var av mycket större betydelse för området och skulle så småningom ta över flera av bruken. Beroendet av skepp för att frakta varorna till köparna och hämta material (malm, sand, etc) till framställningen ledde till att flera bruk vid sidan av järnframställningen anlade skeppsvarv, och satte därmed igång varvsindustrin i Västerbotten.

## Järnbruken
De norrländska järnbruken svarade endast för 5 % av allt stångjärn som tillverkades i Sverige på 1800-talet; de flesta järnbruk fanns i Mellansverige. Under 1700-talet började de svenska bruken i allt högre grad vidareförädla stångjärnet samt att tillverka bruksföremål i järn. På 1800-talet infördes götstålsprocesserna och Thomasprocessen. När brukslagarna försvann 1859 och full näringsfrihet infördes 1864 fick det västerbottniska bruket svårt att klara konkurrensen. Mot slutet av 1800-talet hade nästan alla västerbottniska järnbruk lagts ner.
Svartsmidet som järnbruken tillverkade såldes till bygdens bönder, medan större delen av den övriga tillverkningen exporterades.

### Bygdsiljum
Bygdsiljum var det första järnbruket i Västerbotten. Det grundades 1637 när borgaren Anders Hindrichsson från Stockholm fick tillstånd att anlägga en masugn och stångjärnssmedja i byn, där det fanns egen järnmalm. Redan efter ett år fick bönderna i byn ta över verksamheten. Kunskapen saknades att tillverka tackjärn, och masugnmästare anställdes och avskedades tills Jonas Meldercreutz övertog verksamheten på 1750-talet. Bruket var beroende av att bönderna transporterade malmen till kusten, och deras ovilja till detta ledde till att bruket i Bygdsiljum aldrig blev någon lönsam industri.

### Robertsfors
Det största järnbruket i Västerbotten var Robertsfors bruk som grundades 1758 av John Jennings från England som detta år fick tillstånd att anlägga en masugn vid Rickleån i Edfastmark. Brukssamhället fick namnet Robertsfors. Malmen inköptes först från Herräng, och sedan framför allt från Utö gruvor och Norbergs malmfält. Bruksägarna ägde själva mycket skog, men köpte också skog från bönderna. 1762 ägdes bruket av Robert Finley, och 1764 övertog släkten Lefebure det. Stångjärnstillverkningen kom igång 1783. Tackjärnsproduktionen översteg kapaciteten för tillverkning av stångjärn, och därför grundades Johannisfors bruk, som dock lades ner 1808. Robertsfors bruk övertogs 1805 av Axel Didrik Reuterskiöld, men dåliga tider tvingade honom 1811 att sälja det till officerarna Åkerhielm, von Eckstedt och Toll. Samtidigt började bruket tillvarata malmen från Bygdsiljum. 
Bergmästare Gustaf Fredrik Ekenstam och hans bror köpte Robertsfors 1834, vilket inledde en ny guldera för bruket. Malm började inköpas från Nora bergslag och Linde bergslag, och bruket nådde sin höjdpunkt 1840-1850. Vid bruket tillverkades också spik, skeppssmiden och kättingar med mera. I Fredriksfors anlades 1858 en manufaktursmedja. Bruket var ofta drabbat av bränder. 1871 köptes Robertsfors av Fredrik Petersen som började inrikta verksamheten på sågverk, varmed järnbruket fick mindre och mindre betydelse. Masugnen revs 1891, Fredriksfors 1891, och stångjärnssmedjan lades ner 1896. Visst smide förekom till 1898 varefter bruket aldrig mera skulle ägna sig åt järnframställning.
Robertsfors skeppade ut varorna från Sikeå hamn.

### Hörnefors
1775 grundades Hörnefors bruk av köpmannen Olof Biur med överenskommelse med bönderna om frivillig kolning och med malm inköpt från Bergslagen. Bruket övertog en damm som bönderna använt till kvarnarna. Biur avled samma år som bruket grundades, och bruket övertogs av , Johan Rothoff Törnsten och Erik Esberg. Första året tillverkade bruket 20 ton smide. Vid bruket tillverkades hästskor, yxor, slädstänger med mera. Handelshuset Åberg & Grahn tog successivt över bruket och var ensam ägare 1790. 1788 anlades den första stångjärnssmedjan, och produktionen ökade varför bruket behövde anställa kolare. 1809 drabbades bruket av finska kriget (slaget vid Hörnefors) och ryssarna brände det mesta av anläggningarna. 1816 hade bruket kommit upp i halva omsättningen mot före de ryska bränderna. Karl Roth köpte Hörnefors 1830, och efter att han varit dess ägare i omkring tjugo år bytte bruket hastigt ägare flera gånger. Mot brukets sista årtionden tillverkades valsat knippjärn, men 1899 lades stångjärnssmedjan ner, och 1902 lades hela järnbruket ner.

### Sävar
Bröderna Per och Erik Forssell från Umeå grundade Sävar bruk år 1804 vid Sävarån och mitt emot deras tidigare anlagda sågverk. Malmen inköptes från Nora bergslag, Kopparbergs bergslag och Norbergs bergslag, och skeppades till Skeppsvik. 1809 förstördes bruket nästan helt av ryssarna och allt i lager stals, i anslutning till slaget vid Sävar. Dessutom brann bruket flera gånger. Bruksägarna Forssell köpte andelar i Johannisfors 1839 samt grundade ett skeppsvarv i Skeppsvik. Brukets smide började i allt högre grad inrikta sig på delar till skeppen. Forssellska firman gjorde konkurs 1862, varpå bruket köptes av det engelska handelshuset Hinde & Gladstone, vilka redan 1865 började avveckla verksamheten.

### Johannisfors
Bruksägaren vid Robertsfors Jean Lefebure grundade Johannisfors bruk 1798 vid Pålböleån i Sävar. Bruket förstördes av ryssarna 1809, och först 1822 kom produktionen igång igen. 1839 övertogs bruket av Erik Forssell vid Sävar bruk och av Häggströmska Handelshuset. De inriktade sig på smide för skeppsvarven. På 1860-talet brann bruket flera gånger, och sedan såg det flera ägarbyten. 1881 uppköpte Sandviks ångsåg bruket varmed järnbruket avvecklades. 1882 lades smedjan ner.

### Sävenäs
Vid Ursvikens lastplats grundade Salomon Säve 1858 Sävenäs, som tog namn efter ägaren. Järnbruket drevs med ångmaskin, och köpte malm från Hälsingland och Roslagen där Säve ägde gruvandelar. Eftersom han ägde två sågverk inte alltför långt bort, använde han avfallet därifrån till kol. 1860 övergick bruket till bessemermetoden, men snart därefter bytte bruket ägare och verksamheten låg nere. När verksamheten återupptogs återgick man till tackjärnstillverkning. 1879 lades Sävenäs ner på grund av olönsamhet.

### Rödåfors m.fl.
Kyrkoherden Petrus Hofverberg fick 1805 tillstånd att uppföra ett järnbruk vid sitt sågverk i Rödåfors, Umeå, Rödåfors järnbruk. Först försenades igångsättandet av översvämningar och sedan av konjunkturen, de oanvända anläggningarna såldes och 1823 indrogs tillståndet. Även Bureå och Storkåge fick tillstånd att uppföra järnbruk i närheten av sågverk, men ryssarnas härjningar förstörde det som hunnit byggas upp och verksamheten kom aldrig igång.

## Glasbruk
För tillverkningen av glas var glasbruken i Västerbotten tvingade att importera sand från Tyskland och Holland. Denna sand var som regel förorenad av metaller, vilket gav glaset en gul eller grön nyans. Ofärgat glas var därför mycket exklusivare, eftersom det förutsatte att man tillsatte avfärgningsmedel. Arsenik och lera importerades från Tyskland, och från England soda. Pottaska och kalk fanns dock i landskapet. Glasblåsarna var ofta verksamma periodvis vid olika bruk i Västerbotten och Finland varför det västerbottniska och finländska glaset från epoken är mycket likartat.

### Ström och Strömbäck
Olof Malmerfeldt från Umeå anlade Ströms glasbruk söder om Umeå år 1748, och han anställde den tyske hyttmästaren Christian Fillion, som 1750 hämtade åtta tyska glasblåsare till bruket. Året därefter avskedades Fillion, och verksamheten lades ner ungefär samtidigt.
Fillion återuppförde ett glasbruk i närheten av Ström, Strömbäck varmed glasbruket kom att kallas Strömbäcks glasbruk. Affärsidén var att glasblåsningen så småningom skulle ersättas av gjutning, vilket dock inte riktigt blev av. 1778 såldes bruket och hamnade efter några år hos handelshuset Åberg & Grahn och därefter efter flera ägarbyten hos Häggströmska Handelshuset. Handelsmannen i Söderhamn Adolf F. Hillman köpte bruket 1879 och avvecklade glastillverkningen för att i stället använda brukets lantegendomar till jordbruk.

### Ytterstfors
En av ägarna av Ytterstfors såg vid Byskeälven, Eric Lindemark, tog initiativ till ett glasbruk i Byske 1837, Ytterstfors glasbruk (senare kallat Ytterstfors). Efter ett par år bildades ett bolag med sågverket och glasbruket som hade flera delägare. Glasbruket utarrenderades till Sandö glasbruk från 1860-talet. 
Vid både Strömbäck och Ytterstfors tillverkades bruksföremål, buteljer och fönsterglas, och de ägde sina egna skepp. Eftersom materialet måste importeras saknade det västerbottniska glaset konkurrenskraft, och när genomskinliga fönster slog igenom mot 1870-talet fanns inte längre någon kundkrets.